# Edward O'Brien
Edward O'Brien   (Somers Point, 12 de setembre de 1914 - Essex Fells, 15 de setembre de 1976) fou un atleta estatunidenc, especialista en els 400 metres, que va competir durant la dècada de 1930.
El 1936 va prendre part en els Jocs Olímpics d'Estiu de Berlín, on guanyà la medalla de plata en la cursa dels 4x400 metres relleus del programa d'atletisme. Formà equip amb Harold Cagle, Robert Young i Alfred Fitch.
El 1935 va guanyar el campionat nacional de l'AAU de les 440 iardes. El 1936 va quedar invicte en pista coberta, establint el rècord del món dels 600 metres en guanyar el títol de l'AAU, títol que revalidà el 1937. El 1936 i el 1937 també va guanyar el campionat en pista coberta de l'IC4A dels 600 metres, alhora que millorà en dues ocasions el rècord del món dels 500 metres.

## Millors marques
- 200 metres. 21.2" (1935)
- 400 metres. 46.8" (1935)[4]